# Ferrari F1 643
O  F1 643  é o modelo da Ferrari da temporada de 1991 da Fórmula 1. Condutores: Alain Prost, Jean Alesi e Gianni Morbidelli. Prost e Alesi utilizaram esse chassi a partir da sétima etapa, o GP da França. Morbidelli substituiu Prost na última corrida, o GP da Austrália. 

## Resultados[1]
(legenda) 
| Ano  | Chassi | Motor           | Pneus | N° | Pilotos           | 1   | 2   | 3   | 4   | 5   | 6   | 7   | 8   | 9   | 10  | 11  | 12  | 13  | 14  | 15  | 16  | Pontos     | Posição |  |
| ---- | ------ | --------------- | ----- | -- | ----------------- | --- | --- | --- | --- | --- | --- | --- | --- | --- | --- | --- | --- | --- | --- | --- | --- | ---------- | ------- |  |
|      |        |                 |       |    |                   |     |     |     |     |     |     |     |     |     |     |     |     |     |     |     |     |            |         |  |
|      |        |                 |       |    |                   | USA | BRA | SMR | MON | CAN | MEX | FRA | GBR | GER | HUN | BEL | ITA | POR | SPA | JAP | AUS |            |         |  |
| 1991 | 643    | Ferrari 037 V12 | G     | 27 | Alain Prost       |     |     |     |     |     |     | 2   | 3   | Ret | Ret | Ret | 3   | Ret | 2   | 4   |     | 39.52 (55) | 3°      |  |
| 1991 | 643    | Ferrari 037 V12 | G     | 27 | Gianni Morbidelli |     |     |     |     |     |     |     |     |     |     |     |     |     |     |     | 61  | 39.52 (55) | 3°      |  |
| 1991 | 643    | Ferrari 037 V12 | G     | 28 | Jean Alesi        |     |     |     |     |     |     | 4   | Ret | 3   | 5   | Ret | Ret | 3   | 4   | Ret | Ret | 39.52 (55) | 3°      |  |

↑1  Prova encerrada com 14 voltas por causa da chuva. Foi atribuído metade dos pontos. 
↑2  Da primeira até a sexta prova utilizou o F1 642 marcando 16 pontos.